# Käte Strobel
Pour les articles homonymes, voir Strobel.
Käte Strobel, née le 23 juillet 1907 à Nuremberg et décédée le 26 mars 1996 dans la même ville, est une femme politique allemande membre du Parti social-démocrate d'Allemagne (SPD).
Elle occupe, de 1966 à 1969, le poste de ministre fédérale des Affaires sanitaires dans le gouvernement de Kurt Georg Kiesinger et le premier de Willy Brandt, étant la deuxième femme à siéger dans un cabinet allemand après Elisabeth Schwarzhaupt.

## Biographie

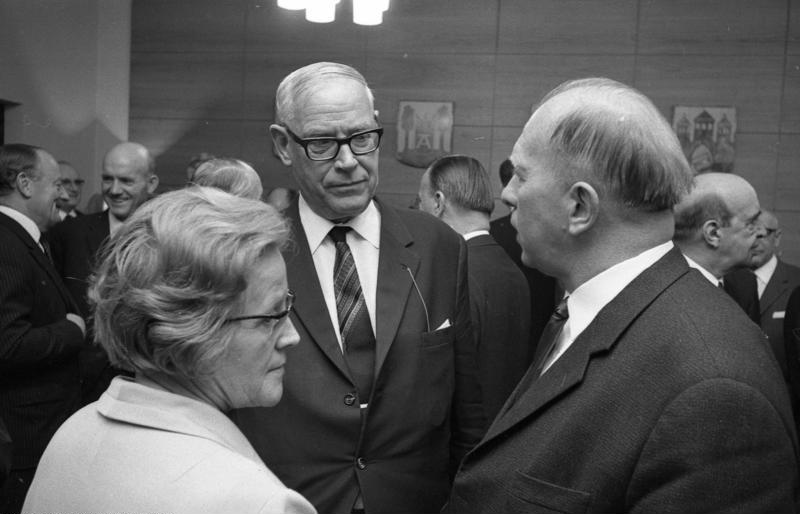
Käte Strobel, à gauche, au Parlement de Basse-Saxe, le 27 avril 1967.

### Famille et vie professionnelle
Née à Nuremberg, Käte Müller travaille de 1923 à 1938 à l'administration de coopératives agricoles, en Bavière. En 1928, elle épouse Hans Strobel, qui est arrêté en 1934 pour haute trahison par les nazis. Il est incarcéré au camp de concentration de Dachau jusque 1937.

### Les débuts en politique
Käte Strobel rejoint le SPD en 1925, faisant partie de la direction du parti de 1958 à 1971 tandis que de 1949 à 1972, elle est députée au Bundestag. Elle est également députée européenne du 27 février 1958 au 26 janvier 1967, et conseillère municipale de Nuremberg de 1972 à 1978.

### Ministre fédérale de la Santé
Au sein du gouvernement de la RFA de Kurt Georg Kiesinger, elle est ministre des Affaires sanitaires de 1966 à 1969 puis en 1969 à 1972 sous Willy Brandt, son ministère étant élargi à la Famille, aux Personnes âgées, aux Femmes et à la Jeunesse. Elle promeut l'éducation sexuelle auprès des jeunes en faisant diffuser le livre Sexualkundeatlas et un film qui dépeint tous les stades de la grossesse, Helga. Elle est une des premières personnalités allemandes à briser ce tabou, alors que la libération des mœurs des années 1960 est en cours.

## Distinctions
Elle est faite citoyenne d'honneur de sa ville natale de Nuremberg en 1980. Une rue, près de la gare centrale, porte son nom.

## Sources
- (en) Cet article est partiellement ou en totalité issu de l’article de Wikipédia en anglais intitulé « Käte Strobel » (voir la liste des auteurs).